# Gasparinisaura cincosaltensis
Gasparinisaura är ett släkte av dinosaurier från yngre krita. Dess fossila kvarlevor hittades i det som idag är Argentina. Typarten, Gasparinisaura cincosaltensis, beskrevs år 1996 av Coria och Salgado. Ursprungligen klassificerades den som en iguanodont, men nyligen gjorda efterforskningar tyder på att den kan ha varit en hypsilophodont. I vilket fall som helst faller den in under infraordningen Ornithopoda.